# 산예

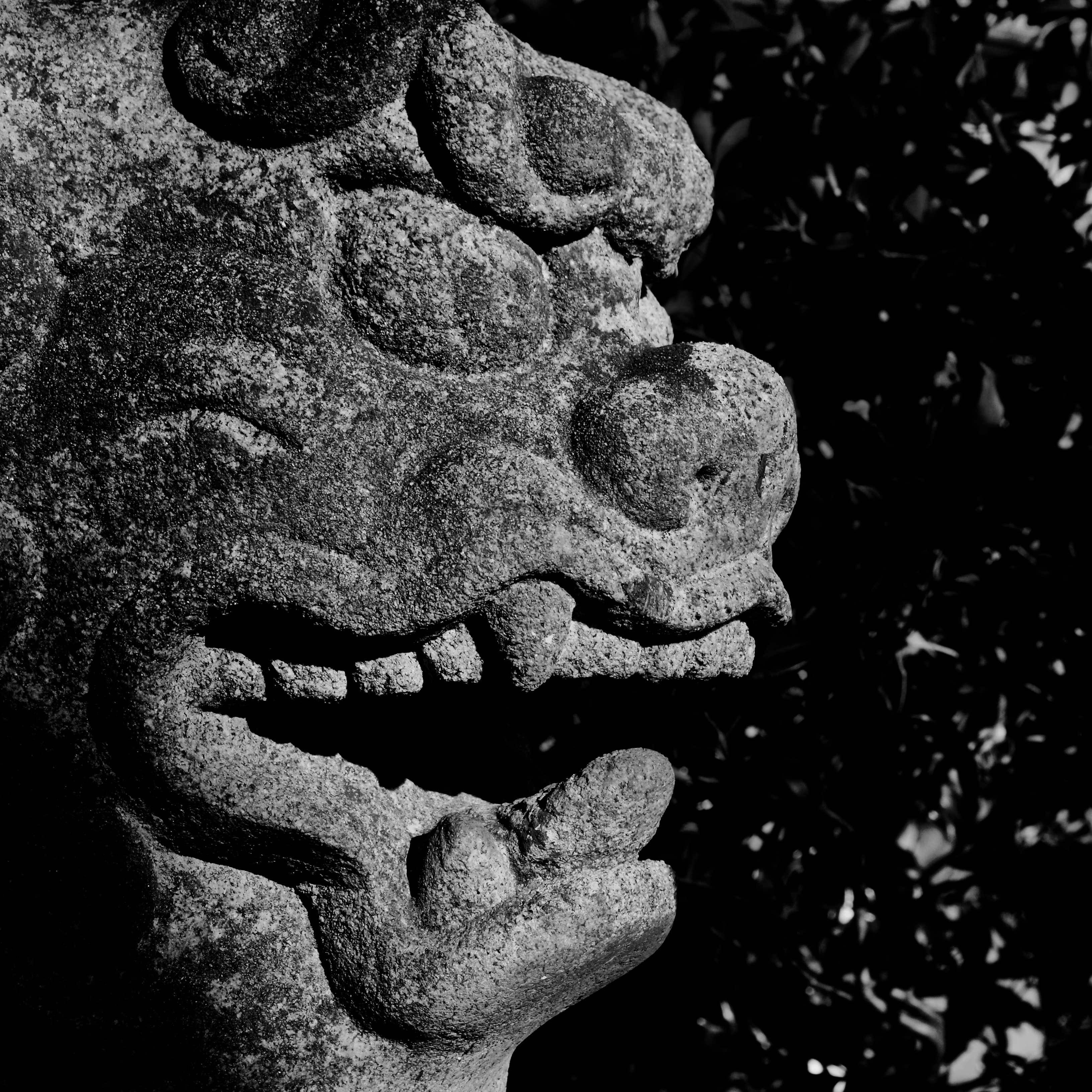
일본의 석사자. 코마이누라고도 한다.

산예(중국어: 狻猊, 병음: suānní 쑤안니[*])는 동아시아 한자문화권의 상상의 동물이다. 사자(중국어: 獅子, 병음: shī‧zi)라고도 했다.
산예의 가장 오래된 기록은 『이아』에 실려 있다. 여기에는 산예(狻麑)라고 기록되었고, “잔묘(虦猫)를 닮았는데 호랑이와 표범을 잡아먹는다”고 했다. 『목천자전』에서는 “산예는 오백 리를 달린다”고 한다.:191:18 이 두 고전에 주석을 단 동진 사람 곽박은 산예란 사자라고 주석을 달았다.:191:21 이후 이 짐승은 “사자”라고 불리게 되었고, “산예”라는 이름은 예스러운 문어체 표현으로 남았다.:84
동아시아에는 사자(lion)가 자생하지 않는다. 만약 실존하는 동물 사자가 중국에 존재가 전해졌다면 그것은 인도나 페르시아를 통해 수입된 것이었을 터이므로, “사자”라는 말 자체가 어떤 외국어가 한자로 가차된 것으로 추측된다. 미국 중국학자 에드워드 헤첼 샤퍼는 사자라는 말이 인도 말  *suangi에서 비롯되었다고 추측했고,:84 중국 고고학자 임매촌은 호탄에서 쓰이던 사카어 낱말 sarvainai가 어원이라는 설을 제기했다.:89:421
현장이 번역한 『대보살장경』에 보면 “교탑마종산예암(喬答摩種狻猊頷), 무외유여사자왕(無畏猶如師子王)”이라고 하는데, 『현응음의』에서 뜻풀이를 보면 “산예는 사자를 말하며, 범어로는 승가(僧訶)라고 한다”고 되어 있다. 이렇게 사자가 실제로 사는 인도에서 전해진 불경을 한역할 때도 “산예”는 “사자”의 다른 이름으로 쓰였고, 이로써 실존하는 동물 “사자”는 상상 속의 짐승인 호랑이 잡아먹는 “산예”와 동일시되었다.
불교에서는 부처를 종종 사자에 비유하고, 부처가 앉는 자리를 “사자좌(獅子座)”라고도 부른다. 이로부터 비롯되어 고승이 앉는 자리 또한 “사자좌” 또는 “예좌”라고 부르고, “예좌의 아래”라는 뜻에서 고승에 대한 호칭이 “예하(猊下)”가 되었다. 즉, 산예는 예하의 어원이다.

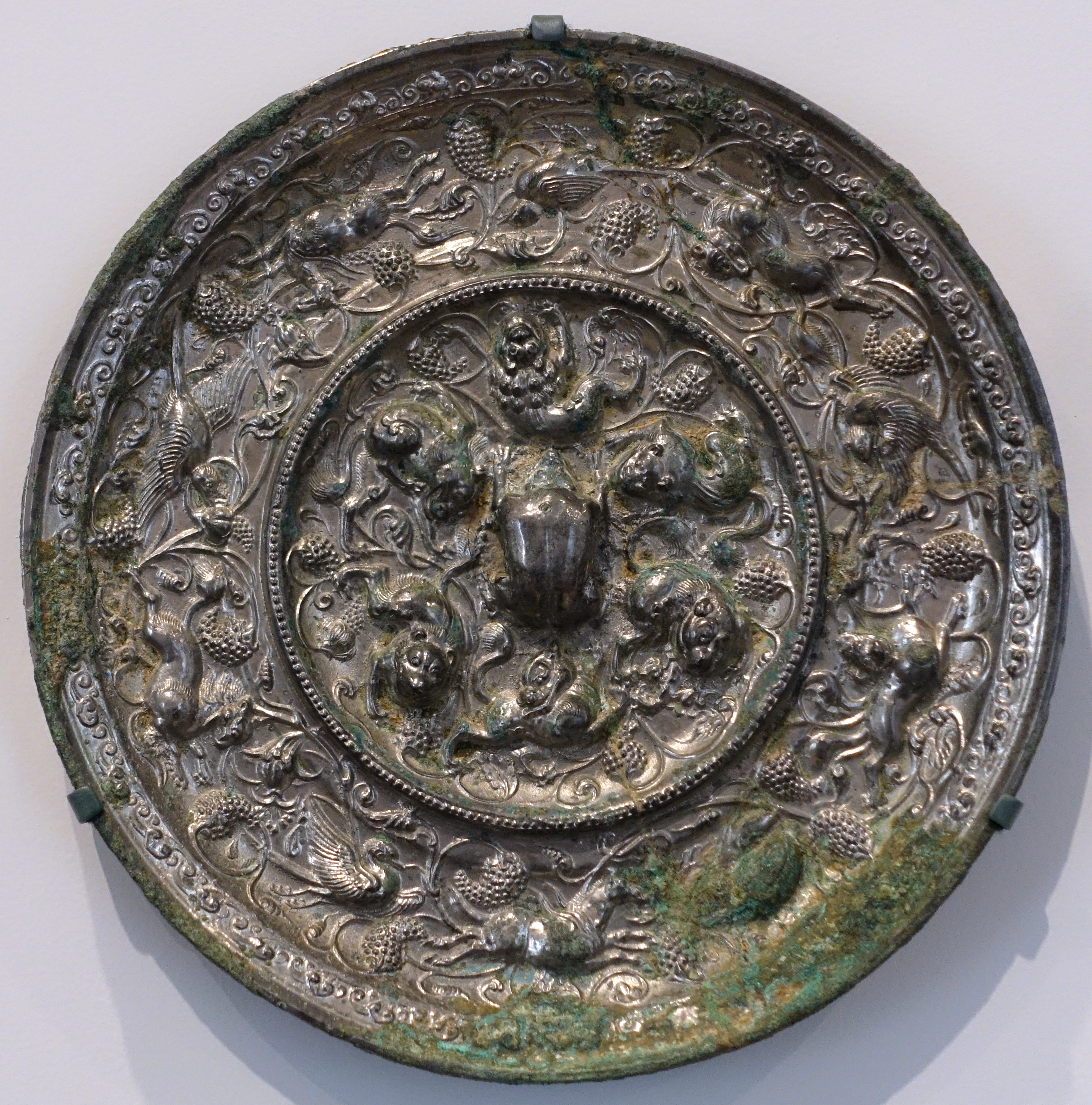
해수포도경. 하버드 대학교 소장품.

당나라 때 많이 만들어진 해수포도경(해수와 포도 무늬의 원형 청동거울)에 나타나는 도상을 해수(海獣) 또는 산예라고 부른다. 이 때 해수란 사막 너머에 사는 “해외의 짐승”이라는 뜻이라고 한다.
명나라 때는 용이 낳은 아홉 마리 새끼를 용생구자라고 했는데, 그 가운데 하나로 산예를 꼽았다. 양신의 『승암외집』, 이동양의 『회록당집』 등에 등장한다. 『승암외집』에 묘사되는 바 용생구자로서의 산예=사자는 연기와 불을 좋아하며, 그러므로 향로 다리의 의장으로 사용된다고 한다. 또한 소설 『수호전』의 등장인물 등비(鄧飛)의 별호는 화안산예(火眼狻猊)라고 하는데, 눈이 불타는 사자라는 뜻이다.

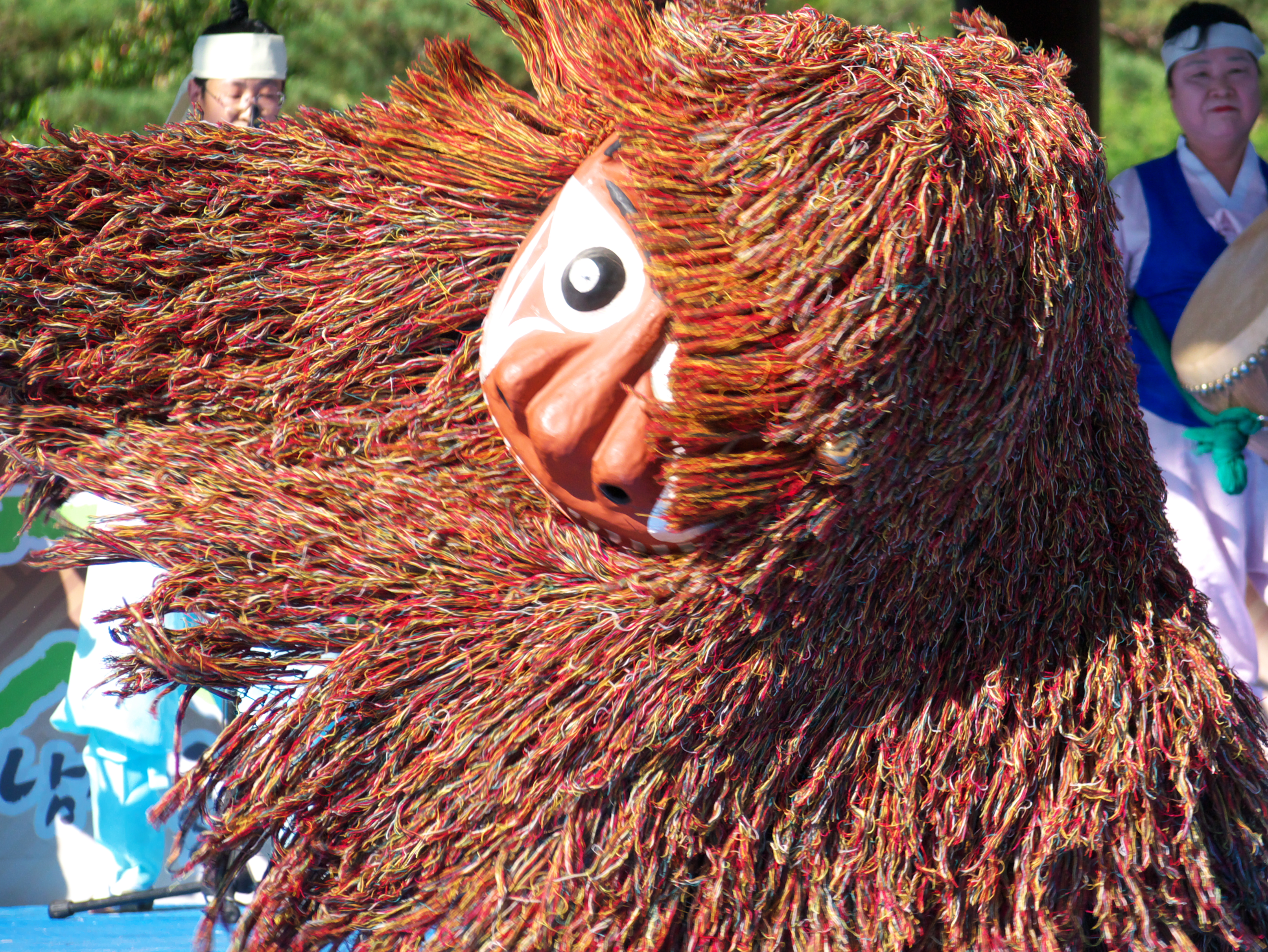
북청사자놀음.

한반도에는 삼국시대 때 불교가 전해지면서 사자도 함께 전해졌고, 신라오기 중 하나였던 사자춤이 지금까지도 전승되고 있다. 『삼국사기』와 『삼국유사』에는 이사부가 우산국을 정복할 때 나무로 깎은 사자로 우산국인들을 위협했다는 기록이 있다.
일본에서는 돌로 깎은 사자 조각을 석장승처럼 사찰이나 신사 입구 양 옆에 세우는데, 뿔이 난 것은 코마이누라고 부르게 되었다. 코마이누를 고려견(高麗犬)이라고도 하므로, 이것이 고구려로부터 전해진 것임을 알 수 있다. 오키나와에는 같은 역할을 하는 것으로 시사가 있다.

## 여러 나라의 산예 및 그 파생 존재

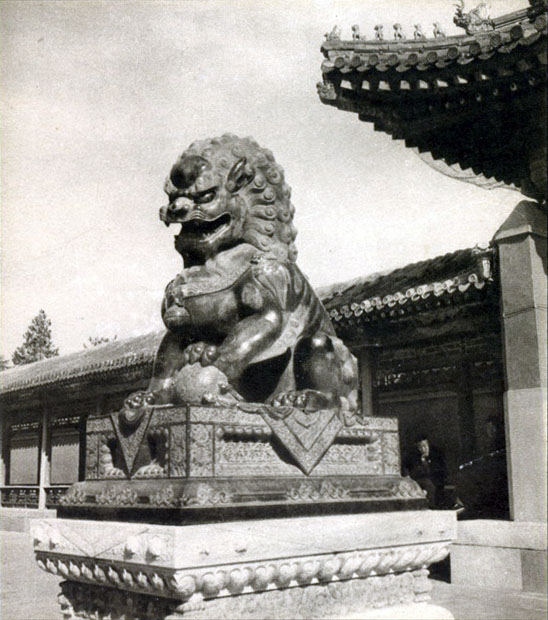
자금성의 동사자.
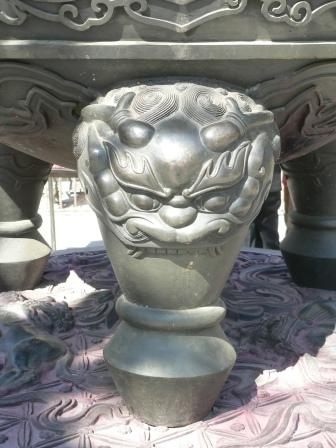
화로 다리로 사용된 산예.
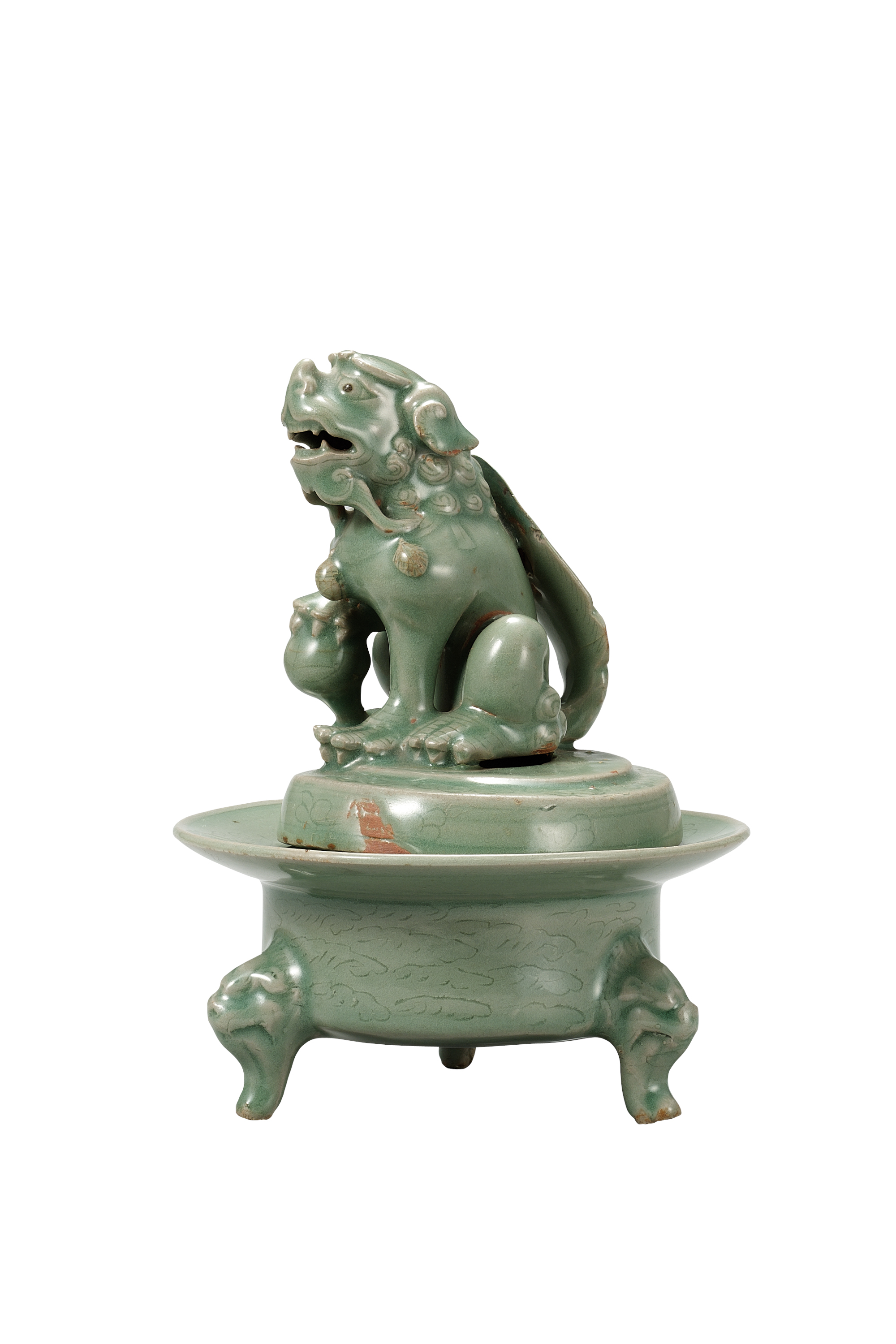
국보 제60호 청자 사자형뚜껑 향로
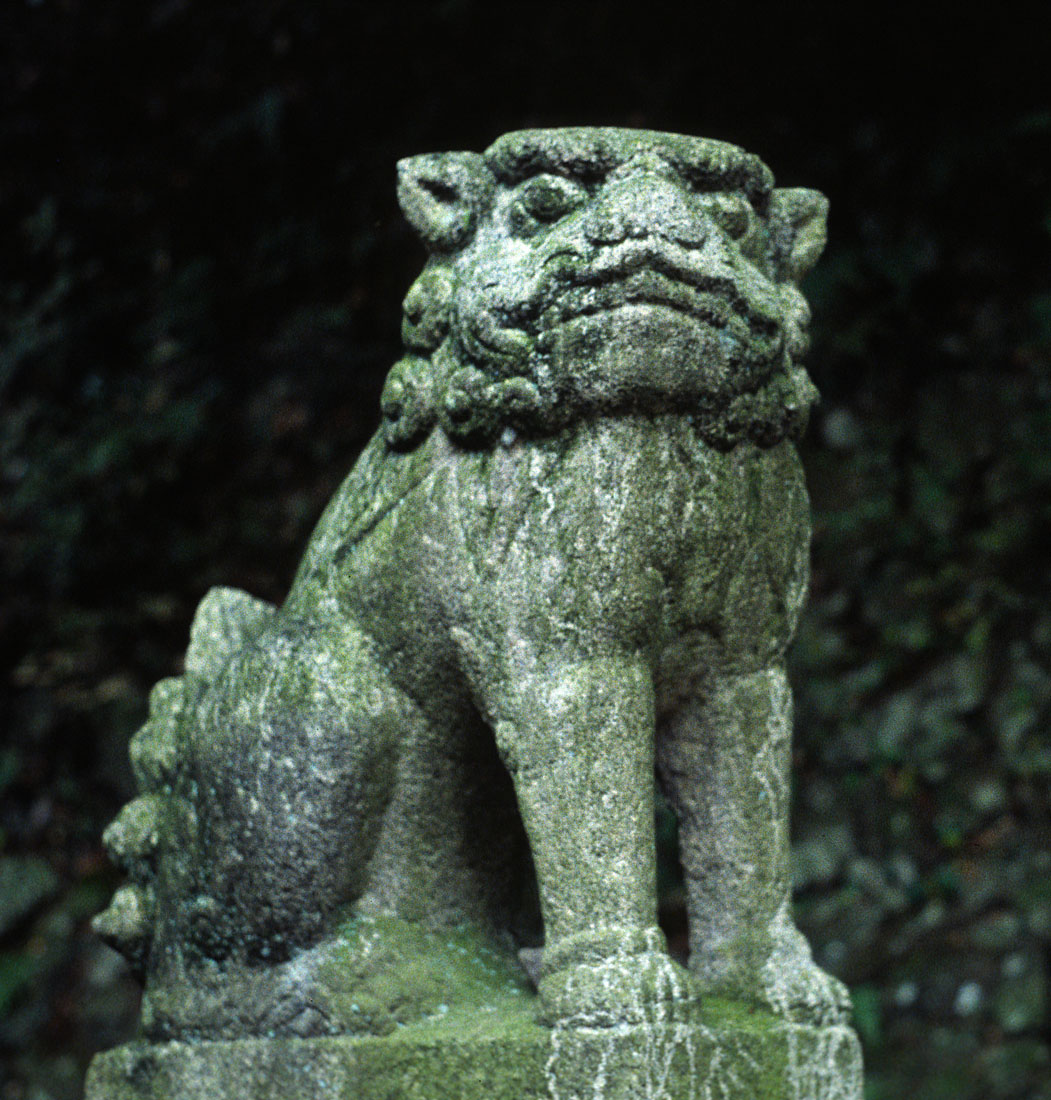
일본의 석사자.
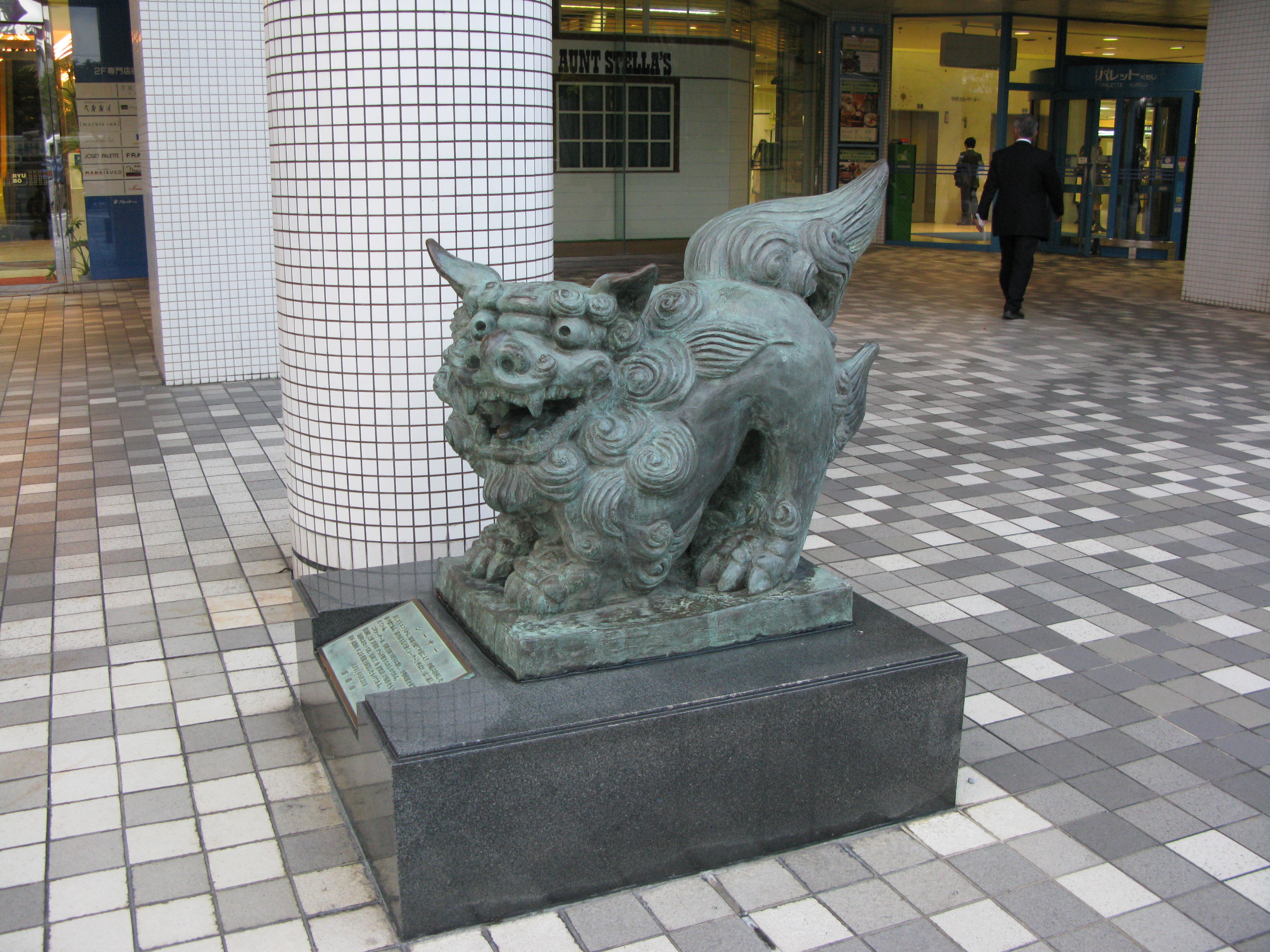
오키나와의 시사
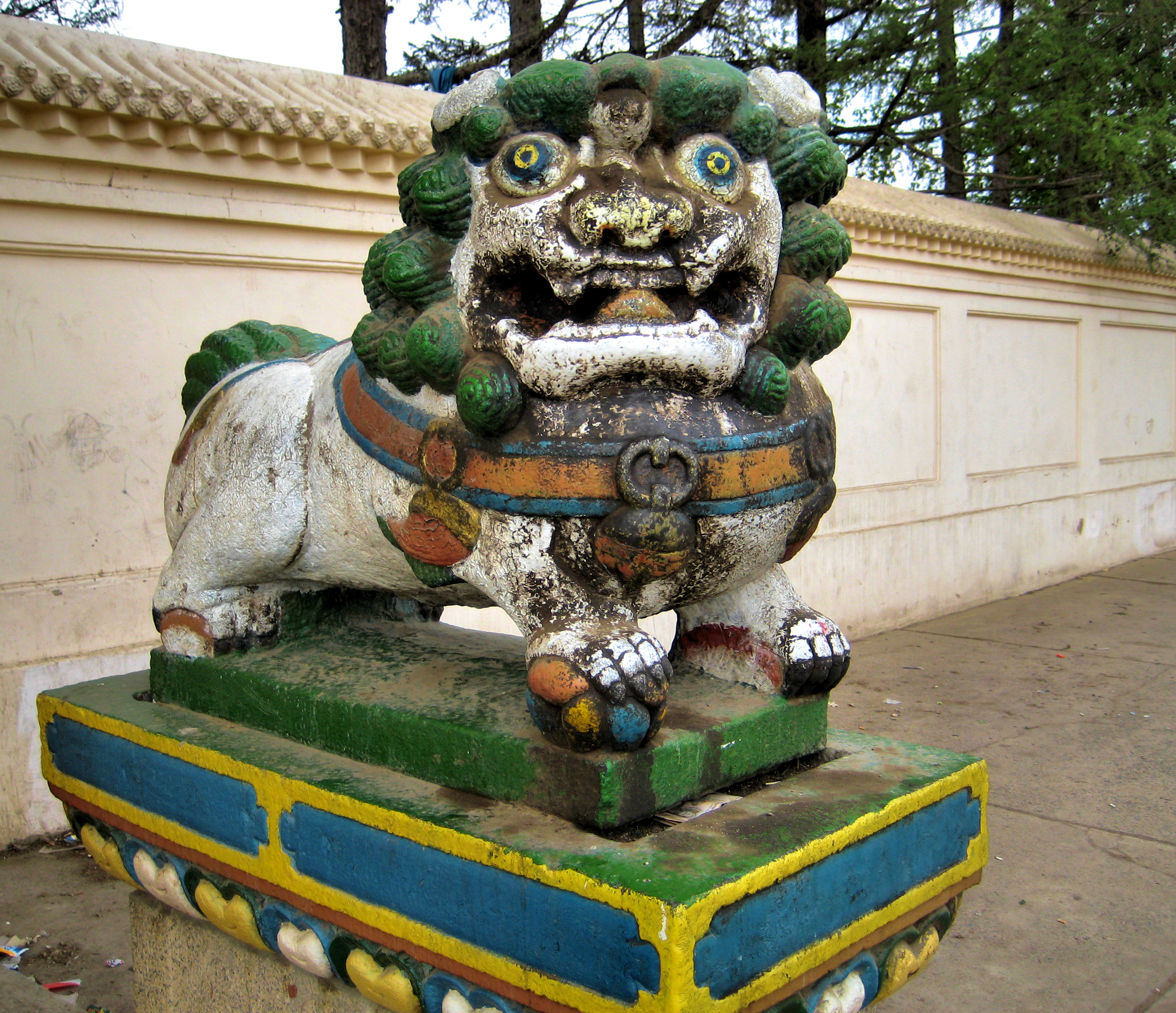
티베트의 설사자.